# Caesio lunaris
Caesio à croissant
Espèce

Caesio lunaris  , communément nommé Caesio à croissant, est une espèce de poisson marin de la famille des Caesionidae.
Le Caesio à croissant est présent dans les eaux tropicales de l'Indo/ ouest Pacifique,Mer Rouge incluse. 
Sa taille maximale est de 40 cm.

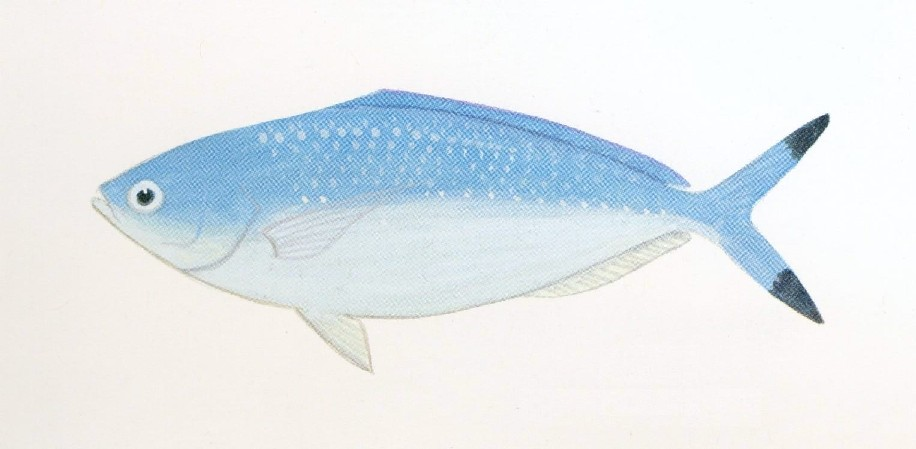
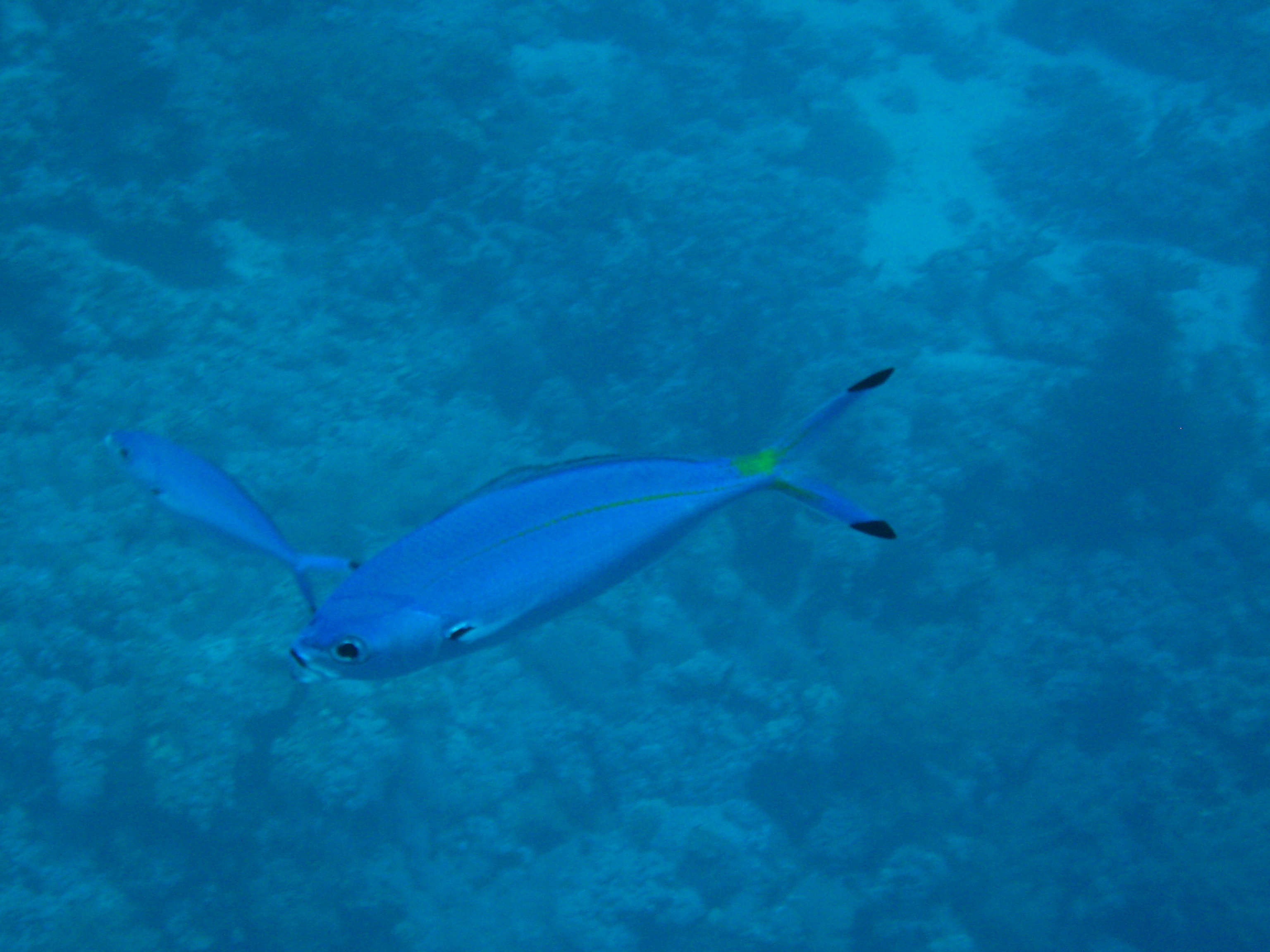